# Gelis marikovskii
Gelis marikovskii är en stekelart som beskrevs av Kuzin 1948. Gelis marikovskii ingår i släktet Gelis och familjen brokparasitsteklar. Inga underarter finns listade i Catalogue of Life.